# 佐藤佐
佐藤 佐（さとう たすく、1857年3月6日〈安政4年2月11日〉 - 1919年〈大正8年〉3月3日）は、明治期の医師、医学者、順天堂医院副院長。大日本薬局方調査會委員。

## 略歴
佐倉藩士井上信利の三男井上虎三として生まれ、11歳で藩医佐藤尚中に入塾する。大学東校に入り、1878年夏、脚気の再発で足腰が立たないまでの症状に陥ったが翌年から復学、1881年3月、東京大学医学部を卒業。卒業が確定となった事で佐藤尚中の三女：楽との婚姻を結び、佐藤家へ養嗣子となる。
同期は三浦守治、高橋順太郎、中濱東一郎、森林太郎、賀古鶴所であった。
明治15年（1882年）2月4日、佐藤佐と同じく明治14年度派遣留学生、三浦守治、榊俶、高橋順太郎とフランス客船メンザリー号で横浜港を出発、3月23日にベルリンに到着、ドイツ及びオーストリアに私費留学、1886年（明治19年）に帰朝し、順天堂医院の内科医療に従事する。
明治31年（1898年）、宮内省に出仕して侍医となった。

## 親族
- 養祖父：佐藤泰然
- 養父：佐藤尚中 - 順天堂医院の初代院長
- 義兄：佐藤進 - 日本陸軍軍医、順天堂医院院長
- 妻：佐藤楽 - 養父、佐藤尚中の三女
- 長男：亨 - 妻・須賀は藤井較一の三女[2]
- 長女：とよ
- 次男：元
- 三男：要
- 次女：とく
- 三女：やす
- 四男：勉
- 五男：孝